# Begraafplaats van Le Crétinier
De Begraafplaats van Le Crétinier (Frans: Cimetière du Crétinier) is een gemeentelijke begraafplaats in Le Crétinier, een wijk van de Franse gemeente Wattrelos in het Noorderdepartement. De begraafplaats ligt aan de Rue des Patriotes op meer dan 2 km ten noordwesten van het centrum van Wattrelos (gemeentehuis). Ze heeft een nagenoeg rechthoekig grondplan en wordt omsloten door een haag en draadafsluiting. 
Centraal op de begraafplaats staat een herdenkingsmonument voor de gesneuvelden uit de beide wereldoorlogen en andere militaire conflicten waarbij Frankrijk betrokken was.

## Franse oorlogsgraven

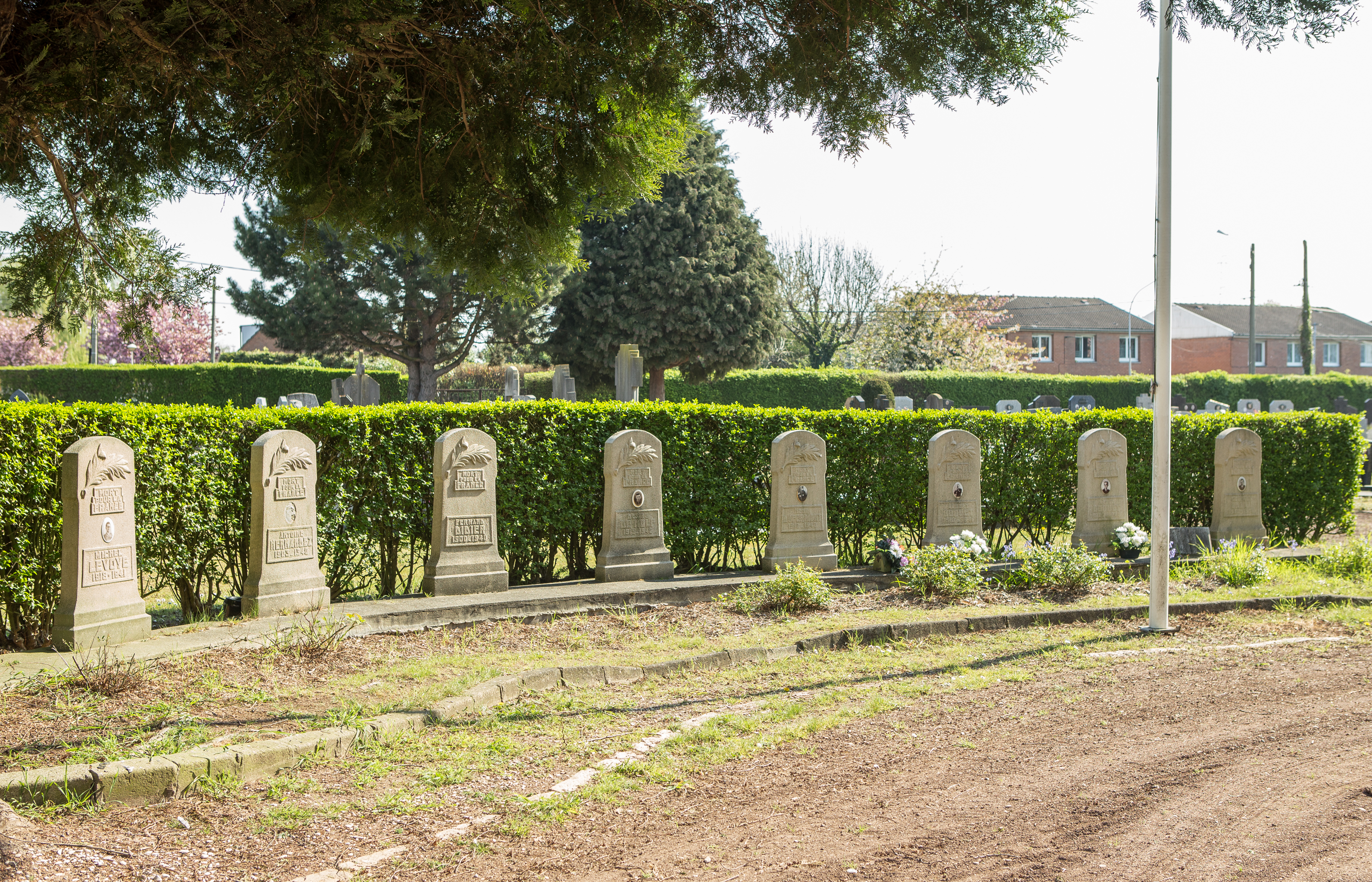
Franse gesneuvelden

Rond het centrale oorlogsmonument liggen 45 graven van Franse gesneuvelden uit de Tweede Wereldoorlog.

## Britse oorlogsgraven
Direct na de ingang ligt een perk met 11 Britse gesneuvelden uit de Eerste Wereldoorlog. Zij kwamen om bij de strijd gedurende het eindoffensief in oktober 1918.
Tegen de zuidwestelijke rand van de begraafplaats ligt een perk met 31 Britse gesneuvelden uit de Tweede Wereldoorlog waaronder 5 niet geïdentificeerde. Zij sneuvelden in mei 1940 in de gevechten tegen het oprukkende Duitse leger. Meer dan de helft van hen behoorden bij het Suffolk Regiment. 

### Onderscheiden militairen
- Richard Reeve, compagnie kwartiermeester-sergeant bij de Royal Inniskilling Fusiliers en James Gelling, korporaal bij het East Lancashire Regiment werden onderscheiden met de Military Medal (MM).

De graven worden onderhouden door de Commonwealth War Graves Commission waar ze geregistreerd staan onder Cretinier Cemetery.